# 매디슨 비어
매디슨 비어(Madison Beer, 1999년 3월 5일~)는 미국의 싱어송라이터이다. 가수 저스틴 비버가 매디슨이 부른 "At Last" (에타 제임스 원곡) 커버 영상을 자신의 트위터에 공유하면서 전세계적으로 이름을 알렸고 이후 비버가 소속된 아일랜드 레코드와 계약을 맺었다.

## 생애
비어는 뉴욕주 제리코에서 태어났다.

## 경력
2018년에 EP As She Pleases를 발매했다.

## 음반 목록
정규 음반
- Life Support (2021)
- Silence between Songs (2023)

## 수상 및 후보
| 시상식                 | 연도 | 후보      | 부문                 | 결과 | 각주  |
| ---------------------- | ---- | --------- | -------------------- | ---- | ----- |
| 틴 초이스 어워드       | 2019 | 본인      | 초이스 여성 웹 스타  | 후보 | [ 4 ] |
| MTV 비디오 뮤직 어워드 | 2021 | "Selfish" | 푸시 올해의 퍼포먼스 | 후보 | [ 5 ] |